# صوفي خليل بك موصلو
كان صوفي خليل بك موصلو (توفي عام 1491) ضابطًا عسكريًا تركمانيًا من عشيرة موصلو، وكان يخدم قبيلة آق قويونلو. كان من أبرز الشخصيات في عهد السلطان يعقوب بك، ولعب دورًا محوريًا في صراع الخلافة الذي حدث بعد وفاته. ووضع ابن يعقوب الأكبر بايسنقر (الذي كان حينها في التاسعة من عمره) على العرش، وحكم باعتباره الحاكم الفعلي للمملكة حتى هزمه وقتله منافسه سليمان بيك بيجان.